# 2015 في إيطاليا
فيما يلي قوائم الأحداث التي وقعت خلال عام 2015 في إيطاليا.

## سياسة

### تعيين في المنصب
- 14 يناير – بياترو جراسو Substitute President of Italy  [لغات أخرى]‏.
- 14 يناير – جورجو نابوليتانو عضو مجلس الشيوخ مدى الحياة.
- 3 فبراير – سيرجيو ماتاريلا رئيس إيطاليا.
- 20 مارس – ماتيو رينزي Italian Minister of Transports and Infrastructures ‏.

### انتهاء فترة المنصب
- 14 يناير – جورجو نابوليتانو رئيس إيطاليا.
- 2 فبراير – سيرجيو ماتاريلا judge of the Constitutional Court of Italy  [لغات أخرى]‏.
- 3 فبراير – بياترو جراسو Substitute President of Italy  [لغات أخرى]‏.
- 2 أبريل – ماتيو رينزي Italian Minister of Transports and Infrastructures ‏.
- 23 يوليو – إنريكو ليتا عضو مجلس النواب في الجمهورية الإيطالية.
- 30 أكتوبر – فيرجينيا رادجي member of City Council  [لغات أخرى]‏.

## رياضة
- 1 يناير – بطولة روما للماسترز 2015
- 8 فبراير – غران بريميو ديلا كوستا إتروششي 2015 الفائزون مانويل بيليتي، نيكولو بونيفازيو، Davide Viganò [الإنجليزية]‏.
- 19 فبراير – تروفيو لايقويليا 2015 الفائزون دافيد سيمولاي، فرانسيسكو جافازي، Alexey Tsatevich [الإنجليزية]‏.
- 7 مارس – ستراد بينك 2015 الفائزون جريج فان أفرمت، أليخاندرو بالبيردي، زدينيك ستيبار.
- 19 مارس – طواف نوبيلي 2015 الفائزون ماركو هالر، جياكومو نيزولو، سيمون بونزي.
- 22 مارس – ميلان-سان ريمو 2015 الفائزون جون ديجينكولب، مايكل ماثيوز، ألكسندر كريستوف.
- 26 أبريل – جيرو أبنينس 2015 الفائزون داميانو كيونقو، عمر فريل، Stefano Pirazzi [الإنجليزية]‏.
- 31 مايو – جائزة إيطاليا الكبرى للدراجات النارية 2015
- 30 سبتمبر – طواف فيرزين 2015 الفائزون جياكومو نيزولو، Sergey Firsanov [الإنجليزية]‏، فينتشينزو نيبالي.
- 2 أكتوبر – غران بيمونتي 2015 الفائزون سوني كولبريلي، ماتيو ترينتين، يان باكيلانتس.
- 4 أكتوبر – طواف لومبارديا 2015 الفائزون دانييل مورينو، فينتشينزو نيبالي، تيبو بينو.

## أفلام
من الأفلام التي صدرت هذه السنة في إيطاليا:
- 1 يناير – ألاسكا من إخراج Claudio Cupellini [الإنجليزية]‏.
- 1 يناير – أنكليف من إخراج Goran Radovanović ‏.
- 1 يناير – الآباء والبنات من إخراج غابرييل موتشينو.
- 1 يناير – حكاية الحكايات من إخراج ماتيو غاروني.
- 1 يناير – دفقة كبيرة من إخراج لوكا غواداغنينو.
- 1 يناير – وجه ملاك من إخراج مايكل وينتربوتوم.

## وفيات

### يناير
- 9 يناير – أنجلو أنكويليتي (مواليد 1943) لاعب كرة قدم إيطالي.
- 10 يناير – فرانشيسكو روسي (مواليد 1922) مخرج أفلام إيطالي.

### فبراير
- 14 فبراير – ميشيل فيريرو (مواليد 1925)

### أبريل
- 2 أبريل – والي كاسيل (مواليد 1912)
- 8 أبريل – جورجيو سالفاني (مواليد 1920)

### مايو
- 13 مايو – رومولو فيري (مواليد 1928) متسابق دراجات نارية إيطالي.
- 21 مايو – أناريتا سيدوتي (مواليد 1969) منافِسة أوليمبية إيطالية.

### يوليو
- 30 يوليو – دانتي انجلو ماسوكو (مواليد 1936) لاعب كرة سلة إيطالي.

### أغسطس
- 15 أغسطس – اميليو بيانكي (مواليد 1912)

### سبتمبر
- 3 سبتمبر – لوريس كامبانا (مواليد 1926) درّاج طريق إيطالي.

### أكتوبر
- 23 أكتوبر – باريدي تومبوروس (مواليد 1939) لاعب كرة قدم إيطالي.

### نوفمبر
- 13 نوفمبر – جورجيو بامبيني (مواليد 1945) ملاكم إيطالي.
- 15 نوفمبر – مويرا أورفاي (مواليد 1931)
- 16 نوفمبر – ناندو غازولو (مواليد 1928)

### ديسمبر
- 2 ديسمبر – غابرييل فرزيتي (مواليد 1925) ممثل إيطالي.
- 15 ديسمبر – لوتشيو جيلي (مواليد 1919)